# Furkan Aydemir
Furkan Aydemir (* 15. Oktober 1996 in Belgien) ist ein türkischer Fußballspieler.

## Karriere
Aydemir erlernte das Fußballspielen u. a. in den Nachwuchsabteilungen der Vereine Mersin Galata SK und Mersin İdman Yurdu.
Aufgrund von Spielermangel und einer Transfersperre erhielt er bei letzterem im Sommer 2016 zusammen mit anderen Nachwuchsspielern einen Profivertrag und wurde Teil der Profimannschaft. Sein Profidebüt gab er am 20. August 2016 in der Pokalbegegnung gegen Yeni Malatyaspor.